# Raquel Devine
Raquel Devine (* 17. August 1967 als Cheri Lacey in Meridian, Idaho) ist eine US-amerikanische Pornodarstellerin und Radiomoderatorin.

## Karriere
Raquel Devine begann ihre Karriere 1997. Laut Internet Adult Film Database war sie in über 200 Filmen aktiv.
Sie hat für bekannte Studios gedreht, unter anderen Metro, Vivid Entertainment, Elegant Angel und Brazzers. Weitere Aliases von ihr sind Racquel Divine, Raquel De Vine, Raquel DeVine, Raquel DeVyne, Racquel Devine und Requel Devine.
Im Jahr 2010 wurde sie aufgrund ihrer Leistungen als Darstellerin in die AVN Hall of Fame aufgenommen. Durch ihr für die Pornobranche recht hohes Alter ist sie als sogenannte MILF oder auch als Cougar bekannt.
Seit Februar 2010 moderiert sie eine eigene Radiosendung namens Taboo Topics beim Internetradio LA Talk Radio.

## Filmografie (Auswahl)
- 2004: Sinful Obsession (als Cheri Lacey aufgeführt)[5]
- 2008: Seasoned Players 7
- 2008–2019: My Friend’s Hot Mom 15, 55, 71
- 2008: Come To Momma 3
- 2008: Dirty Rotten Mother Fuckers 2
- 2009: This Ain’t Happy Days XXX
- 2009: CFNM Secret 2
- 2009: Momma Knows Best 9
- 2010: Mad Love
- 2010: Mommy Got Boobs 10
- 2015: Seduced By a Cougar 35

## Auszeichnungen
- 2010: AVN Hall of Fame